# Temporada de tennis 2014
Selecció dels principals esdeveniments tennístics de l'any 2014 en categoria masculina, femenina i per equips.

## Federació Internacional de Tennis

### Grand Slams
Open d'Austràlia
| Categoria          | Campions                          | Finalistes                         | Resultat           |
| ------------------ | --------------------------------- | ---------------------------------- | ------------------ |
| Individual masculí | Stanislas Wawrinka                | Rafael Nadal                       | 6−3, 6−2, 3−6, 6−3 |
| Individual femení  | Li Na                             | Dominika Cibulková                 | 7−6(3), 6−0        |
| Dobles masculins   | Lukasz Kubot Robert Lindstedt     | Eric Butorac Raven Klaasen         | 6−3, 6−3           |
| Dobles femenins    | Sara Errani Roberta Vinci         | Iekaterina Makàrova Ielena Vesninà | 6−4, 3−6 7−5       |
| Dobles mixts       | Kristina Mladenovic Daniel Nestor | Sania Mirza Horia Tecau            | 6−3, 6−2           |

Roland Garros
| Categoria          | Campions                                | Finalistes                   | Resultat           |
| ------------------ | --------------------------------------- | ---------------------------- | ------------------ |
| Individual masculí | Rafael Nadal                            | Novak Đoković                | 3−6, 7−5, 6−2, 6−4 |
| Individual femení  | Maria Xaràpova                          | Simona Halep                 | 6−4, 6−7(5), 6−4   |
| Dobles masculins   | Julien Benneteau Edouard Roger-Vasselin | Marcel Granollers Marc López | 6−3, 7−6(1)        |
| Dobles femenins    | Hsieh Su-wei Peng Shuai                 | Sara Errani Roberta Vinci    | 6−4, 6−1           |
| Dobles mixts       | Anna-Lena Grönefeld Jean-Julien Rojer   | Julia Görges Nenad Zimonjić  | 4−6, 6−2, [10−7]   |

Wimbledon
| Categoria          | Campions                       | Finalistes                      | Resultat                      |
| ------------------ | ------------------------------ | ------------------------------- | ----------------------------- |
| Individual masculí | Novak Đoković                  | Roger Federer                   | 6−7(7), 6−4, 7−6(4), 5−7, 6−4 |
| Individual femení  | Petra Kvitová                  | Eugenie Bouchard                | 6−3, 6−0                      |
| Dobles masculins   | Vasek Pospisil Jack Sock       | Bob Bryan Mike Bryan            | 7−6(5), 6−7(3), 6−4, 3−6, 7−5 |
| Dobles femenins    | Sara Errani Roberta Vinci      | Timea Babos Kristina Mladenovic | 6−1, 6−3                      |
| Dobles mixts       | Samantha Stosur Nenad Zimonjić | Chan Hao-Ching Maks Mirni       | 6−4, 6−2                      |

US Open
| Categoria          | Campions                           | Finalistes                       | Resultat         |
| ------------------ | ---------------------------------- | -------------------------------- | ---------------- |
| Individual masculí | Marin Čilić                        | Kei Nishikori                    | 6−3, 6−3, 6−3    |
| Individual femení  | Serena Williams                    | Caroline Wozniacki               | 6−3, 6−3         |
| Dobles masculins   | Bob Bryan Mike Bryan               | Marcel Granollers Marc López     | 6−3, 6−4         |
| Dobles femenins    | Iekaterina Makàrova Ielena Vesninà | Martina Hingis Flavia Pennetta   | 2−6, 6−3, 6−2    |
| Dobles mixts       | Sania Mirza Bruno Soares           | Abigail Spears Santiago González | 6−1, 2−6, [11−9] |

### Copa Davis

#### Quadre
|  | Primera ronda 31 de gener - 2 de febrer      | Primera ronda 31 de gener - 2 de febrer | Primera ronda 31 de gener - 2 de febrer |                               |          | Quarts de final 4 - 6 d'abril | Quarts de final 4 - 6 d'abril   | Quarts de final 4 - 6 d'abril |   |  | Semifinals 12 - 14 de setembre | Semifinals 12 - 14 de setembre        | Semifinals 12 - 14 de setembre |  |   | Final 21 - 23 de novembre | Final 21 - 23 de novembre | Final 21 - 23 de novembre |
|  |                                              |                                         |                                         |                               |          |                               |                                 |                               |   |  |                                |                                       |                                |  |   |                           |                           |                           |
|  | Ostrava, República Txeca (dura interior)     |                                         |                                         |                               |          |                               |                                 |                               |   |  |                                |                                       |                                |  |   |                           |                           |                           |
|  | 1                                            | Txèquia                                 | 3                                       |                               |          |                               |                                 |                               |   |  |                                |                                       |                                |  |   |                           |                           |                           |
|  | 1                                            | Txèquia                                 | 3                                       | Tòquio (Japó) (dura interior) |          |                               |                                 |                               |   |  |                                |                                       |                                |  |   |                           |                           |                           |
|  |                                              | Països Baixos                           | 2                                       |                               |          |                               |                                 |                               |   |  |                                |                                       |                                |  |   |                           |                           |                           |
|  |                                              | Països Baixos                           | 2                                       | 1                             | Txèquia  | 5                             |                                 |                               |   |  |                                |                                       |                                |  |   |                           |                           |                           |
|  | Tòquio (Japó) (dura interior)                |                                         |                                         | 1                             | Txèquia  | 5                             |                                 |                               |   |  |                                |                                       |                                |  |   |                           |                           |                           |
|  |                                              |                                         | Japó                                    | 0                             |          |                               |                                 |                               |   |  |                                |                                       |                                |  |   |                           |                           |                           |
|  | 7                                            | Canadà                                  | Japó                                    | 0                             | 1        |                               |                                 |                               |   |  |                                |                                       |                                |  |   |                           |                           |                           |
|  | 7                                            | Canadà                                  |                                         |                               | 1        |                               | París, França (terra batuda)    |                               |   |  |                                |                                       |                                |  |   |                           |                           |                           |
|  |                                              | Japó                                    | 4                                       |                               |          |                               |                                 |                               |   |  |                                |                                       |                                |  |   |                           |                           |                           |
|  |                                              |                                         |                                         |                               |          |                               | 1                               | Txèquia                       | 1 |  |                                |                                       |                                |  |   |                           |                           |                           |
|  | Frankfurt, Alemanya (dura interior)          |                                         |                                         |                               |          |                               | 1                               | Txèquia                       | 1 |  |                                |                                       |                                |  |   |                           |                           |                           |
|  |                                              | 5                                       | França                                  | 4                             |          |                               |                                 |                               |   |  |                                |                                       |                                |  |   |                           |                           |                           |
|  | 3                                            | 5                                       | França                                  | 4                             | Espanya  | 1                             |                                 |                               |   |  |                                |                                       |                                |  |   |                           |                           |                           |
|  | 3                                            | Nancy, França (dura interior)           |                                         |                               | Espanya  | 1                             |                                 |                               |   |  |                                |                                       |                                |  |   |                           |                           |                           |
|  |                                              | Alemanya                                | 4                                       |                               |          |                               |                                 |                               |   |  |                                |                                       |                                |  |   |                           |                           |                           |
|  |                                              | Alemanya                                | 4                                       |                               | Alemanya | 2                             |                                 |                               |   |  |                                |                                       |                                |  |   |                           |                           |                           |
|  | La Roche-sur-Yon, França (terra batuda int.) |                                         |                                         |                               | Alemanya | 2                             |                                 |                               |   |  |                                |                                       |                                |  |   |                           |                           |                           |
|  |                                              | 5                                       | França                                  | 3                             |          |                               |                                 |                               |   |  |                                |                                       |                                |  |   |                           |                           |                           |
|  | 5                                            | 5                                       | França                                  | 3                             | França   | 5                             |                                 |                               |   |  |                                |                                       |                                |  |   |                           |                           |                           |
|  | 5                                            |                                         |                                         |                               | França   | 5                             |                                 |                               |   |  |                                | Lilla, França (terra batuda interior) |                                |  |   |                           |                           |                           |
|  |                                              | Austràlia                               | 0                                       |                               |          |                               |                                 |                               |   |  |                                |                                       |                                |  |   |                           |                           |                           |
|  |                                              |                                         |                                         |                               |          |                               |                                 |                               |   |  |                                |                                       |                                |  |   |                           |                           |                           |
|  |                                              |                                         |                                         |                               |          |                               |                                 |                               |   |  |                                |                                       |                                |  | 5 | França                    | 1                         |                           |
|  | San Diego, Estats Units (terra batuda)       |                                         |                                         |                               |          |                               |                                 |                               |   |  |                                |                                       |                                |  | 5 | França                    | 1                         |                           |
|  |                                              |                                         | Suïssa                                  | 3                             |          |                               |                                 |                               |   |  |                                |                                       |                                |  |   |                           |                           |                           |
|  |                                              | Regne Unit                              | Suïssa                                  | 3                             | 3        |                               |                                 |                               |   |  |                                |                                       |                                |  |   |                           |                           |                           |
|  |                                              | Regne Unit                              | Nàpols, Itàlia (terra batuda)           |                               | 3        |                               |                                 |                               |   |  |                                |                                       |                                |  |   |                           |                           |                           |
|  | 6                                            | Estats Units                            | 1                                       |                               |          |                               |                                 |                               |   |  |                                |                                       |                                |  |   |                           |                           |                           |
|  | 6                                            | Estats Units                            | 1                                       |                               |          | Regne Unit                    | 2                               |                               |   |  |                                |                                       |                                |  |   |                           |                           |                           |
|  | Mar del Plata, Argentina (terra batuda)      |                                         |                                         |                               |          | Regne Unit                    | 2                               |                               |   |  |                                |                                       |                                |  |   |                           |                           |                           |
|  |                                              |                                         | Itàlia                                  | 3                             |          |                               |                                 |                               |   |  |                                |                                       |                                |  |   |                           |                           |                           |
|  |                                              | Itàlia                                  | Itàlia                                  | 3                             | 3        |                               |                                 |                               |   |  |                                |                                       |                                |  |   |                           |                           |                           |
|  |                                              | Itàlia                                  |                                         |                               | 3        |                               | Ginebra, Suïssa (dura interior) |                               |   |  |                                |                                       |                                |  |   |                           |                           |                           |
|  | 4                                            | Argentina                               | 1                                       |                               |          |                               |                                 |                               |   |  |                                |                                       |                                |  |   |                           |                           |                           |
|  | 4                                            | Argentina                               | 1                                       |                               |          |                               |                                 |                               |   |  | Itàlia                         | 2                                     |                                |  |   |                           |                           |                           |
|  | Astanà, Kazakhstan (dura interior)           |                                         |                                         |                               |          |                               |                                 |                               |   |  | Itàlia                         | 2                                     |                                |  |   |                           |                           |                           |
|  |                                              |                                         | Suïssa                                  | 3                             |          |                               |                                 |                               |   |  |                                |                                       |                                |  |   |                           |                           |                           |
|  |                                              | Bèlgica                                 | Suïssa                                  | 3                             | 2        |                               |                                 |                               |   |  |                                |                                       |                                |  |   |                           |                           |                           |
|  |                                              | Bèlgica                                 | Ginebra, Suïssa (dura interior)         |                               | 2        |                               |                                 |                               |   |  |                                |                                       |                                |  |   |                           |                           |                           |
|  | 8                                            | Kazakhstan                              | 3                                       |                               |          |                               |                                 |                               |   |  |                                |                                       |                                |  |   |                           |                           |                           |
|  | 8                                            | Kazakhstan                              | 3                                       |                               | 8        | Kazakhstan                    | 2                               |                               |   |  |                                |                                       |                                |  |   |                           |                           |                           |
|  | Novi Sad, Sèrbia (dura interior)             |                                         |                                         |                               | 8        | Kazakhstan                    | 2                               |                               |   |  |                                |                                       |                                |  |   |                           |                           |                           |
|  |                                              |                                         | Suïssa                                  | 3                             |          |                               |                                 |                               |   |  |                                |                                       |                                |  |   |                           |                           |                           |
|  |                                              | Suïssa                                  | Suïssa                                  | 3                             | 3        |                               |                                 |                               |   |  |                                |                                       |                                |  |   |                           |                           |                           |
|  |                                              | Suïssa                                  |                                         |                               | 3        |                               |                                 |                               |   |  |                                |                                       |                                |  |   |                           |                           |                           |
|  | 2                                            | Sèrbia                                  | 2                                       |                               |          |                               |                                 |                               |   |  |                                |                                       |                                |  |   |                           |                           |                           |

#### Final
| · França · 1 | Stade Pierre Mauroy, Lilla, França 21 - 23 de novembre de 2014 Terra batuda interior | Stade Pierre Mauroy, Lilla, França 21 - 23 de novembre de 2014 Terra batuda interior | · Suïssa · 3 |     |     |     |   |             |
| \| \| [1] \| \| 1 \| 2 \| 3 \| 4 \| 5 \| \| \| - \| --------------- \| --------------------------------------------------------------------- \| --- \| --- \| --- \| --- \| - \| ----------- \| \| 1 \| França · Suïssa \| Jo-Wilfried Tsonga Stanislas Wawrinka \| 1 6 \| 6 3 \| 3 6 \| 2 6 \| \| \| \| 2 \| França · Suïssa \| Gaël Monfils Roger Federer \| 6 1 \| 6 4 \| 6 3 \| \| \| \| \| 3 \| França · Suïssa \| Julien Benneteau / Richard Gasquet Roger Federer / Stanislas Wawrinka \| 3 6 \| 5 7 \| 4 6 \| \| \| \| \| 4 \| França · Suïssa \| Richard Gasquet Roger Federer \| 4 6 \| 2 6 \| 2 6 \| \| \| \| \| 5 \| França · Suïssa \| Gaël Monfils Stanislas Wawrinka \| \| \| \| \| \| no disputat \| |                                                                                      |                                                                                      |              |     |     |     |   |             |
| | [ 1 ]                                                                                |                                                                                      | 1            | 2   | 3   | 4   | 5 |             |
| 1 | França · Suïssa                                                                      | Jo-Wilfried Tsonga Stanislas Wawrinka                                                | 1 6          | 6 3 | 3 6 | 2 6 |   |             |
| 2 | França · Suïssa                                                                      | Gaël Monfils Roger Federer                                                           | 6 1          | 6 4 | 6 3 |     |   |             |
| 3 | França · Suïssa                                                                      | Julien Benneteau / Richard Gasquet Roger Federer / Stanislas Wawrinka                | 3 6          | 5 7 | 4 6 |     |   |             |
| 4 | França · Suïssa                                                                      | Richard Gasquet Roger Federer                                                        | 4 6          | 2 6 | 2 6 |     |   |             |
| 5 | França · Suïssa                                                                      | Gaël Monfils Stanislas Wawrinka                                                      |              |     |     |     |   | no disputat |

| Copa Davis 2014       |
| --------------------- |
| Suïssa · Primer títol |

### Copa Federació

#### Quadre
|  | Primera ronda 8 - 9 de febrer           | Primera ronda 8 - 9 de febrer | Primera ronda 8 - 9 de febrer |                                          |         | Semifinals 19 - 20 d'abril | Semifinals 19 - 20 d'abril             | Semifinals 19 - 20 d'abril |   |  | Final 8 - 9 de novembre | Final 8 - 9 de novembre | Final 8 - 9 de novembre |
|  |                                         |                               |                               |                                          |         |                            |                                        |                            |   |  |                         |                         |                         |
|  | Cleveland, Estats Units (dura interior) |                               |                               |                                          |         |                            |                                        |                            |   |  |                         |                         |                         |
|  | 1                                       | Itàlia                        | 3                             |                                          |         |                            |                                        |                            |   |  |                         |                         |                         |
|  | 1                                       | Itàlia                        | 3                             | Ostrava, República Txeca (dura interior) |         |                            |                                        |                            |   |  |                         |                         |                         |
|  |                                         | Estats Units                  | 1                             |                                          |         |                            |                                        |                            |   |  |                         |                         |                         |
|  |                                         | Estats Units                  | 1                             | 1                                        | Itàlia  | 0                          |                                        |                            |   |  |                         |                         |                         |
|  | Sevilla, Espanya (terra batuda)         |                               |                               | 1                                        | Itàlia  | 0                          |                                        |                            |   |  |                         |                         |                         |
|  |                                         | 3                             | Txèquia                       | 4                                        |         |                            |                                        |                            |   |  |                         |                         |                         |
|  | 3                                       | 3                             | Txèquia                       | 4                                        | Txèquia | 3                          |                                        |                            |   |  |                         |                         |                         |
|  | 3                                       |                               |                               |                                          | Txèquia | 3                          | Praga, República Txeca (dura interior) |                            |   |  |                         |                         |                         |
|  |                                         | Espanya                       | 2                             |                                          |         |                            |                                        |                            |   |  |                         |                         |                         |
|  |                                         |                               |                               |                                          |         |                            | 3                                      | Txèquia                    | 3 |  |                         |                         |                         |
|  | Bratislava, Eslovàquia (dura interior)  |                               |                               |                                          |         |                            | 3                                      | Txèquia                    | 3 |  |                         |                         |                         |
|  |                                         |                               | Alemanya                      | 1                                        |         |                            |                                        |                            |   |  |                         |                         |                         |
|  |                                         | Alemanya                      | Alemanya                      | 1                                        | 3       |                            |                                        |                            |   |  |                         |                         |                         |
|  |                                         | Alemanya                      | Brisbane, Austràlia (dura)    |                                          | 3       |                            |                                        |                            |   |  |                         |                         |                         |
|  | 4                                       | Eslovàquia                    | 1                             |                                          |         |                            |                                        |                            |   |  |                         |                         |                         |
|  | 4                                       | Eslovàquia                    | 1                             |                                          |         | Alemanya                   | 3                                      |                            |   |  |                         |                         |                         |
|  | Hobart, Austràlia (dura)                |                               |                               |                                          |         | Alemanya                   | 3                                      |                            |   |  |                         |                         |                         |
|  |                                         |                               | Austràlia                     | 1                                        |         |                            |                                        |                            |   |  |                         |                         |                         |
|  |                                         | Austràlia                     | Austràlia                     | 1                                        | 4       |                            |                                        |                            |   |  |                         |                         |                         |
|  |                                         | Austràlia                     |                               |                                          | 4       |                            |                                        |                            |   |  |                         |                         |                         |
|  | 2                                       | Rússia                        | 0                             |                                          |         |                            |                                        |                            |   |  |                         |                         |                         |

#### Final
| · República Txeca · 3 | O2 Arena, Praga, República Txeca 8 - 9 de novembre de 2014 Dura interior | O2 Arena, Praga, República Txeca 8 - 9 de novembre de 2014 Dura interior | · Alemanya · 1 |     |     |             |
| \| \| \| \| 1 \| 2 \| 3 \| \| \| - \| -------------------------- \| ---------------------------------------------------------------- \| ---- \| --- \| --- \| ----------- \| \| 1 \| República Txeca · Alemanya \| Petra Kvitová Andrea Petkovic \| 6 2 \| 6 4 \| \| \| \| 2 \| República Txeca · Alemanya \| Lucie Šafářová Angelique Kerber \| 6 4 \| 6 4 \| \| \| \| 3 \| República Txeca · Alemanya \| Petra Kvitová Angelique Kerber \| 7 6⁵ \| 4 6 \| 6 4 \| \| \| 4 \| República Txeca · Alemanya \| Lucie Šafářová Andrea Petkovic \| \| \| \| no disputat \| \| 5 \| República Txeca · Alemanya \| Andrea Hlaváčková / Lucie Hradecká Julia Görges / Sabine Lisicki \| 4 6 \| 3 6 \| \| \| |                                                                          |                                                                          |                |     |     |             |
| |                                                                          |                                                                          | 1              | 2   | 3   |             |
| 1 | República Txeca · Alemanya                                               | Petra Kvitová Andrea Petkovic                                            | 6 2            | 6 4 |     |             |
| 2 | República Txeca · Alemanya                                               | Lucie Šafářová Angelique Kerber                                          | 6 4            | 6 4 |     |             |
| 3 | República Txeca · Alemanya                                               | Petra Kvitová Angelique Kerber                                           | 7 6⁵           | 4 6 | 6 4 |             |
| 4 | República Txeca · Alemanya                                               | Lucie Šafářová Andrea Petkovic                                           |                |     |     | no disputat |
| 5 | República Txeca · Alemanya                                               | Andrea Hlaváčková / Lucie Hradecká Julia Görges / Sabine Lisicki         | 4 6            | 3 6 |     |             |

| Copa Federació 2014            |
| ------------------------------ |
| República Txeca · Tercer títol |

### Copa Hopman
Grup A
| Pos. | País      | V | D | Partits | Sets   | Jocs     |
| ---- | --------- | - | - | ------- | ------ | -------- |
| 1    | Polònia   | 3 | 0 | 7 − 2   | 15 − 7 | 106 − 79 |
| 2    | Canadà    | 2 | 1 | 6 − 3   | 13 − 8 | 104 − 77 |
| 3    | Itàlia    | 1 | 2 | 2 − 7   | 5 − 14 | 51 − 103 |
| 4    | Austràlia | 0 | 3 | 3 − 6   | 9 − 13 | 97 − 99  |

Grup B
| Pos. | País         | V | D | Partits | Sets   | Jocs     |
| ---- | ------------ | - | - | ------- | ------ | -------- |
| 1    | França       | 3 | 0 | 7 − 2   | 15 − 6 | 114 − 78 |
| 2    | Txèquia      | 2 | 1 | 7 − 2   | 14 − 5 | 97 − 48  |
| 3    | Estats Units | 1 | 2 | 4 − 5   | 9 − 11 | 72 − 95  |
| 4    | Espanya      | 0 | 3 | 0 − 9   | 2 − 18 | 52 − 119 |

#### Final
| · Polònia · 1 | Perth Arena, Perth 4 de gener de 2014 Dura interior | Perth Arena, Perth 4 de gener de 2014 Dura interior                     | · França · 2 |     |     |  |
| \| \| \| \| 1 \| 2 \| 3 \| \| \| - \| ---------------- \| ----------------------------------------------------------------------- \| --- \| --- \| --- \| \| \| 1 \| Polònia · França \| Agnieszka Radwańska Alizé Cornet \| 6 3 \| 67 \| 6 2 \| \| \| 2 \| Polònia · França \| Grzegorz Panfil Jo-Wilfried Tsonga \| 3 6 \| 6 3 \| 3 6 \| \| \| 3 \| Polònia · França \| Agnieszka Radwańska / Grzegorz Panfil Alizé Cornet / Jo-Wilfried Tsonga \| 0 6 \| 2 6 \| \| \| |                                                     |                                                                         |              |     |     |  |
| |                                                     |                                                                         | 1            | 2   | 3   |  |
| 1 | Polònia · França                                    | Agnieszka Radwańska Alizé Cornet                                        | 6 3          | 67  | 6 2 |  |
| 2 | Polònia · França                                    | Grzegorz Panfil Jo-Wilfried Tsonga                                      | 3 6          | 6 3 | 3 6 |  |
| 3 | Polònia · França                                    | Agnieszka Radwańska / Grzegorz Panfil Alizé Cornet / Jo-Wilfried Tsonga | 0 6          | 2 6 |     |  |

| Copa Hopman 2014      |
| --------------------- |
| França · Primer títol |

## ATP World Tour

### ATP World Tour Finals
- Classificats individuals:  Novak Đoković,  Roger Federer,  Stanislas Wawrinka,  Marin Čilić,  Andy Murray,  Tomáš Berdych,  Kei Nishikori,  Milos Raonic,  David Ferrer (suplent)
- Classificats dobles:  Bob Bryan /  Mike Bryan,  Daniel Nestor /  Nenad Zimonjić,  Alexander Peya /  Bruno Soares,  Julien Benneteau /  Édouard Roger-Vasselin,  Jean-Julien Rojer /  Horia Tecau,  Marcel Granollers /  Marc López,  Lukasz Kubot /  Robert Lindstedt,  Ivan Dodig /  Marcelo Melo

| Categoria  | Campions             | Finalistes              | Resultat            |
| ---------- | -------------------- | ----------------------- | ------------------- |
| Individual | Novak Đoković        | Roger Federer           | Renúncia            |
| Dobles     | Bob Bryan Mike Bryan | Ivan Dodig Marcelo Melo | 6−7(5), 6−2, [10−7] |

### ATP World Tour Masters 1000
| Torneig      | Individual         | Individual    | Individual               | Dobles                       | Dobles                                    | Dobles              |
| Torneig      | Campió             | Finalista     | Resultat                 | Campions                     | Finalistes                                | Resultat            |
| ------------ | ------------------ | ------------- | ------------------------ | ---------------------------- | ----------------------------------------- | ------------------- |
| Indian Wells | Novak Đoković      | Roger Federer | 3−6, 6−3, 7−6(3)         | Bob Bryan Mike Bryan         | Alexander Peya Bruno Soares               | 6−4, 6−3            |
| Miami        | Novak Đoković      | Rafael Nadal  | 6−3, 6−3                 | Bob Bryan Mike Bryan         | Juan Sebastián Cabal Robert Farah Maksoud | 7−6(8), 6−4         |
| Montecarlo   | Stanislas Wawrinka | Roger Federer | 4−6, 7−6(5), 6−2         | Bob Bryan Mike Bryan         | Ivan Dodig Marcelo Melo                   | 6−3, 3−6, [10−8]    |
| Madrid       | Rafael Nadal       | Kei Nishikori | 2−6, 6−3, 3−0 i retirada | Daniel Nestor Nenad Zimonjić | Bob Bryan Mike Bryan                      | 6−4, 6−2            |
| Roma         | Novak Đoković      | Rafael Nadal  | 4−6, 6−3, 6−3            | Daniel Nestor Nenad Zimonjić | Robin Haase Feliciano López               | 6−4, 7−6(2)         |
| Toronto      | Jo-Wilfried Tsonga | Roger Federer | 7−5, 7−6(3)              | Alexander Peya Bruno Soares  | Ivan Dodig Marcelo Melo                   | 6−4, 6−3            |
| Cincinnati   | Roger Federer      | David Ferrer  | 6−3, 1−6, 6−2            | Bob Bryan Mike Bryan         | Vasek Pospisil Jack Sock                  | 6−3, 6−2            |
| Xangai       | Roger Federer      | Gilles Simon  | 7−6(6), 7−6(2)           | Bob Bryan Mike Bryan         | Julien Benneteau Édouard Roger-Vasselin   | 6−3, 7−6(3)         |
| París        | Novak Đoković      | Milos Raonic  | 6−2, 6−3                 | Bob Bryan Mike Bryan         | Marcin Matkowski Jürgen Melzer            | 7−6(5), 5−7, [10−6] |

## Sony Ericsson WTA Tour

### WTA Finals
- Classificades individuals:  Serena Williams,  Maria Xaràpova,  Simona Halep,  Petra Kvitová,  Eugenie Bouchard,  Agnieszka Radwańska,  Caroline Wozniacki,  Ana Ivanović
- Classificades dobles:  Sara Errani /  Roberta Vinci,  Hsieh Su-Wei /  Peng Shuai,  Iekaterina Makàrova /  Ielena Vesninà,  Cara Black /  Sania Mirza,  Raquel Kops-Jones /  Abigail Spears,  Květa Peschke /  Katarina Srebotnik,  Garbiñe Muguruza /  Carla Suárez Navarro,  Al·la Kudriàvtseva /  Anastasia Rodionova

| Categoria  | Campiones              | Finalistes              | Resultat |
| ---------- | ---------------------- | ----------------------- | -------- |
| Individual | Serena Williams        | Simona Halep            | 6−3, 6−0 |
| Dobles     | Cara Black Sania Mirza | Hsieh Su-Wei Peng Shuai | 6−1, 6−0 |

### WTA Tournament of Champions
- Classificades:  Dominika Cibulková,  Iekaterina Makàrova,  Andrea Petkovic,  Carla Suárez Navarro,  Alizé Cornet,  Garbiñe Muguruza,  Flavia Pennetta (WC),  Tsvetana Pironkova (WC),  Karolína Plíšková (suplent)

| Categoria  | Campiones       | Finalistes      | Resultat      |
| ---------- | --------------- | --------------- | ------------- |
| Individual | Andrea Petkovic | Flavia Pennetta | 1−6, 6−4, 6−3 |

### WTA Premier Tournaments
| Torneig      | Individual                | Individual            | Individual    | Dobles                                    | Dobles                                 | Dobles              |
| Torneig      | Campiona                  | Finalista             | Resultat      | Campiones                                 | Finalistes                             | Resultat            |
| ------------ | ------------------------- | --------------------- | ------------- | ----------------------------------------- | -------------------------------------- | ------------------- |
| Brisbane     | Serena Williams           | Viktória Azàrenka     | 6−4, 7−5      | Al·la Kudriàvtseva Anastassia Rodionova   | Kristina Mladenovic Galina Voskobóieva | 6−3, 6−1            |
| Sydney       | Tsvetana Pironkova        | Angelique Kerber      | 6−4, 6−4      | Tímea Babos Lucie Šafářová                | Sara Errani Roberta Vinci              | 7−5, 3−6, [10−7]    |
| París        | Anastassia Pavliutxénkova | Sara Errani           | 3−6, 6−2, 6−3 | Anna-Lena Grönefeld Květa Peschke         | Tímea Babos Kristina Mladenovic        | 6−7(7), 6−4, [10−5] |
| Doha         | Simona Halep              | Angelique Kerber      | 6−2, 6−3      | Hsieh Su-wei Peng Shuai                   | Květa Peschke Katarina Srebotnik       | 6−4, 6−0            |
| Dubai        | Venus Williams            | Alizé Cornet          | 6−3, 6−0      | Al·la Kudriàvtseva Anastassia Rodionova   | Raquel Kops-Jones Abigail Spears       | 6−2, 5−7, [10−8]    |
| Indian Wells | Flavia Pennetta           | Agnieszka Radwańska   | 6−2, 6−1      | Hsieh Su-wei Peng Shuai                   | Cara Black Sania Mirza                 | 7−6(5), 6−2         |
| Miami        | Serena Williams           | Li Na                 | 7−5, 6−1      | Martina Hingis Sabine Lisicki             | Iekaterina Makàrova Ielena Vesninà     | 4−6, 6−3, [10−5]    |
| Charleston   | Andrea Petkovic           | Jana Čepelová         | 7−5, 6−2      | Anabel Medina Garrigues Iaroslava Xvédova | Chan Hao-ching Chan Yung-jan           | 7−6(4), 6−2         |
| Stuttgart    | Maria Xaràpova            | Ana Ivanović          | 3−6, 6−4, 6−1 | Sara Errani Roberta Vinci                 | Cara Black Sania Mirza                 | 6−2, 6−3            |
| Madrid       | Maria Xaràpova            | Simona Halep          | 1−6, 6−2, 6−3 | Sara Errani Roberta Vinci                 | Garbiñe Muguruza Carla Suárez Navarro  | 6−4, 6−3            |
| Roma         | Serena Williams           | Sara Errani           | 6−3, 6−0      | Květa Peschke Katarina Srebotnik          | Sara Errani Roberta Vinci              | 4−0, retirada       |
| Birmingham   | Ana Ivanović              | B. Záhlavová-Strýcová | 6−3, 6−2      | Raquel Kops-Jones Abigail Spears          | Ashleigh Barty Casey Dellacqua         | 7−6(1), 6−1         |
| Eastbourne   | Madison Keys              | Angelique Kerber      | 6−3, 3−6, 7−5 | Chan Hao-ching Chan Yung-jan              | Martina Hingis Flavia Pennetta         | 6−3, 5−7, [10−7]    |
| Stanford     | Serena Williams           | Angelique Kerber      | 7−6(1), 6−3   | Garbiñe Muguruza Carla Suárez Navarro     | Paula Kania Kateřina Siniaková         | 6−2, 4−6, [10−5]    |
| Mont-real    | Agnieszka Radwańska       | Venus Williams        | 6−4, 6−2      | Sara Errani Roberta Vinci                 | Cara Black Sania Mirza                 | 7−6(4), 6−3         |
| Cincinnati   | Serena Williams           | Ana Ivanović          | 6−4, 6−1      | Raquel Kops-Jones Abigail Spears          | Tímea Babos Kristina Mladenovic        | 6−1, 2−0, retirada  |
| New Haven    | Petra Kvitová             | Magdaléna Rybáriková  | 6−4, 6−2      | Andreja Klepač Sílvia Soler Espinosa      | Marina Erakovic Arantxa Parra Santonja | 7−5, 4−6, [10−7]    |
| Tòquio       | Ana Ivanović              | Caroline Wozniacki    | 6−2, 7−6(2)   | Cara Black Sania Mirza                    | Garbiñe Muguruza Carla Suárez Navarro  | 6−2, 7−5            |
| Wuhan        | Petra Kvitová             | Eugenie Bouchard      | 6−3, 6−4      | Martina Hingis Flavia Pennetta            | Cara Black Caroline Garcia             | 6−4, 5−7, [12−10]   |
| Pequín       | Maria Xaràpova            | Petra Kvitová         | 6−4, 2−6, 6−3 | Andrea Hlaváčková Peng Shuai              | Cara Black Sania Mirza                 | 6−4, 6−4            |
| Moscou       | Anastassia Pavliutxénkova | Irina-Camelia Begu    | 6−4, 5−7, 6−1 | Martina Hingis Flavia Pennetta            | Caroline Garcia Arantxa Parra Santonja | 6−3, 7−5            |